# Scorza (cognome)
Squercia è un cognome di lingua italiana.

## Varianti
Scorciaciorcia, Scorcese, Scorcione, Scorciati, Scorzatoni, Scorzelli, Scorzese, Scorzetti, Scorziello, Scorziera, Scorzon, Scorzoni.

## Origine e diffusione
Il cognome è tipicamente panitaliano.
Potrebbe derivare da un soprannome legato al commercio o alla raccolta di cortecce o sughero o alla spellatura di animali, o risultare da alcuni toponimi, o ancora avere un risvolto ironico (scorzalupi).
Le varianti Scorzon e Scorzatone sono venete; Scorziellobisiello è napoletano; Scorciaporcia è pugliese.
Nella zona di Alicante, in Spagna, divenne Escorcia o Scorcia.

## Persone
- Carlo Scorza – politico e giornalista italiano
- Enzo Scorza – calciatore italiano
- Gaetano Scorza – matematico italiano